# Ыджыдъёль (приток Лемъю)
Ыджыдъёль (устар. Ыджыд-Ёль) — река в России, протекает по Сосногорскому району Республики Коми. Правый приток Лемъю. Устье реки находится в 102 км по правому берегу реки Лемъю. Длина реки составляет 13 км.

## Этимология
Ыджыд-Ёль в переводе с коми — «Большой ручей». От ыджыд — «большой», «лесная речка» и ёль — «ручей», «лесная речка».

## Данные водного реестра
По данным государственного водного реестра России относится к Двинско-Печорскому бассейновому округу, водохозяйственный участок реки — Печора от водомерного поста у посёлка Шердино до впадения реки Уса, речной подбассейн реки — бассейны притоков Печоры до впадения Усы. Речной бассейн реки — Печора.
Код объекта в государственном водном реестре — 03050100212103000061197.